# Rondissone
Rondissone é uma comuna italiana da região do Piemonte, província de Turim, com cerca de 1.655 habitantes. Estende-se por uma área de 10 km², tendo uma densidade populacional de 166 hab/km². Faz fronteira com Mazzè, Cigliano (VC), Saluggia (VC), Chivasso, Torrazza Piemonte, Verolengo.

## Demografia
| Variação demográfica do município entre 1861 e 2011                               |
|                                                                                   |
| Fonte: Istituto Nazionale di Statistica (ISTAT) - Elaboração gráfica da Wikipedia |